# آندیلانا نورد
آندیلانا نورد (مالاگاسی: kaominina) یک منطقهٔ مسکونی در ماداگاسکار است که در آندیلامنا واقع شده‌است.